# نبردپیشه‌ها

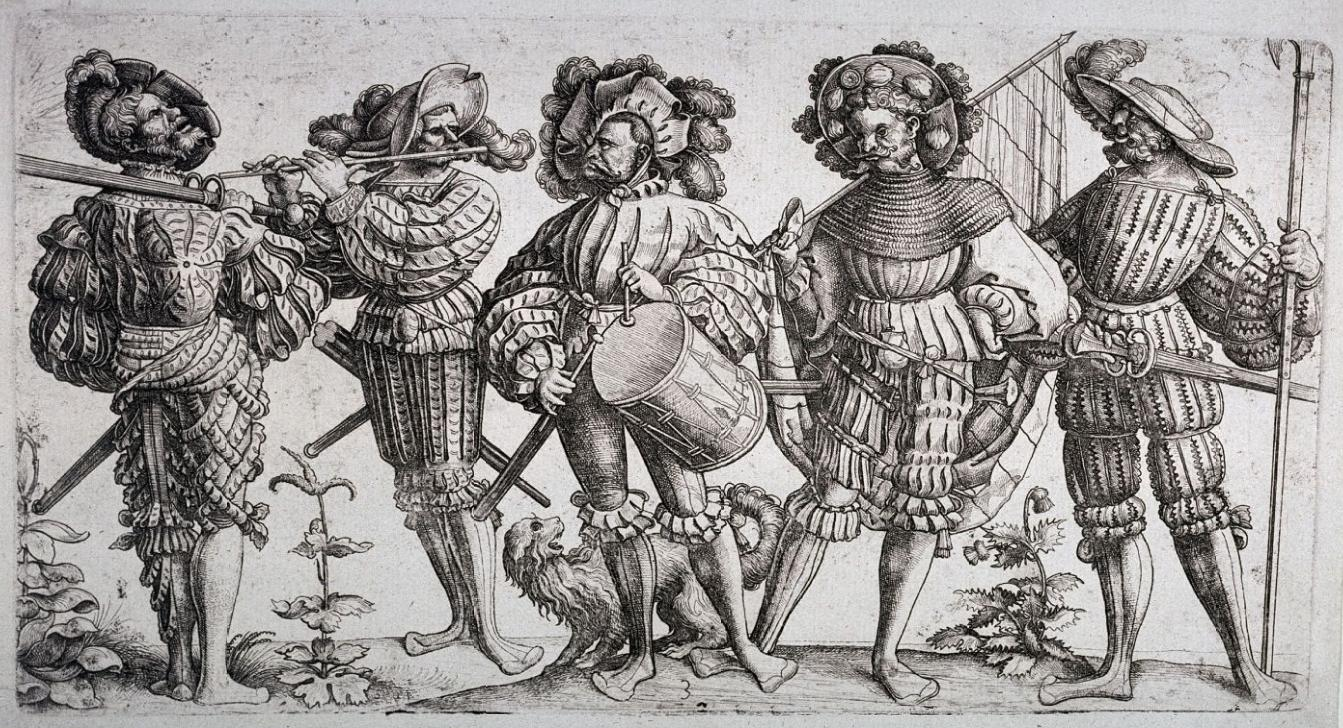

نبردپیشه یا لاندسکنشت (آلمانی: Landsknecht) سربازان مزدور رنگین‌پوشی بودند که در اواخر سده پانزدهم و اوایل سده شانزدهم میلادی، نیروی نظامی مهمی را در اروپا تشکیل می‌دادند. نبردپیشه‌ها عمدتاً از درازنیزه‌داران آلمانی بودند.